# Dong Jun
Dong Jun (1961) és un almirall (shangjiang) xinès, membre de l'Exèrcit Popular d'Alliberament (PLA) que va servir com a comandant de l'Armada de l'Exèrcit Popular d'Alliberament des de setembre de 2021 fins a desembre de 2023. El 29 de desembre de 2023 va ser nomenat Ministre de Defensa Nacional, succeint a Li Shangfu, qui va ser destituït l'octubre de 2023.

## Biografia
El 1978, Dong va ser admès a l'Acadèmia Naval de la Marina de Dalian. Després de graduar-se, va començar el seu servei a l'Armada el 1979. Successivament ha servit com a cap del departament d'entrenament militar del Comandament Naval de l'Exèrcit d'Alliberament del Poble Xinès, cap adjunt d'estat major de la flota de Beihai i comandant de la unitat 92269 de la Marina.
El 2013, Dong va ser nomenat comandant adjunt de la Flota del Mar de l'Est, ocupant aquest càrrec fins al desembre de 2014, quan va ser nomenat cap adjunt d'Estat major de la Armada de l'Exèrcit Popular d'Alliberament. El gener de 2017 va ser ascendit a comandant adjunt del Comandament del Teatre del Sud. El març de 2021 va esdevenir comandant adjunt de l'Armada de l'Exèrcit Popular d'Alliberament, i va arribar a comandant l'agost de 2021. Va ser nomenat comandant de l'Armada de l'EPL el setembre de 2021. Va ser succeït com a comandant per Hu Zhongming el desembre de 2023.
Va ser ascendit al rang de contraalmirall (shaojiang) el juliol de 2012, vicealmirall (zhongjiang) el juliol de 2018 i almirall (shangjiang) el setembre de 2021.
Finalment el desembre de 2023 fou nomenat Ministre de Defensa.